# Біле (Крупський район)
Біле (біл. вёска Белае) — село в складі Крупського району Мінської області, Білорусь. Село підпорядковане Хотюхівській сільській раді, розташоване в східній частині області.